# El Bolsón (ort i Argentina, Río Negro)
El Bolsón är en ort i Argentina.   Den ligger i provinsen Río Negro, i den sydvästra delen av landet, 1 400 km sydväst om huvudstaden Buenos Aires. El Bolsón ligger 320 meter över havet och antalet invånare är 15 537.
Terrängen runt El Bolsón är varierad. El Bolsón ligger nere i en dal som går i nord-sydlig riktning. El Bolsón är det största samhället i trakten.
I omgivningarna runt El Bolsón växer i huvudsak blandskog. Trakten runt El Bolsón är nära nog obefolkad, med mindre än två invånare per kvadratkilometer.